# Abeille du Bugey et du pays de Gex
L'Abeille du Bugey et du pays de Gex est un journal édité de 1853 à 1944 par la famille Arène, famille d'écrivain et imprimeurs de Nantua.

## Historique
L'hebdomadaire est fondé par Auguste Arène (né en 1813) le  15 janvier 1853. Il le dirige jusqu'à sa mort en 1893, où son fils Julien Arène, à la fois imprimeur, journaliste et écrivain, prend le relais, de 1893 à 1924. Julien Arène est aidé aussi par sa fille Delphine Arène, également femme de lettres,.
La mort de Julien Arène dans l'entre-deux-guerres fragilise la direction du périodique. Le journal cesse de paraître le 4 juin 1944. Il est interdit suite l’attitude de cette direction pendant l’occupation, sous la pression de l'occupant et des autorités : « propagande anti-alliée, contre la Résistance et la dissidence ». Les locaux et l’imprimerie sont l’objet d’une mesure de séquestre judiciaire par application du décret du 23 novembre 1944.

## Description
Il s'agit d'un hebdomadaire en 4 pages, une «feuille» littéraire, commerciale et agricole puis politique, qui traitait des événements locaux naissance, nécrologie, faits diversetc.) et nationaux , voire mondiaux,.